# Ópera de Alambre

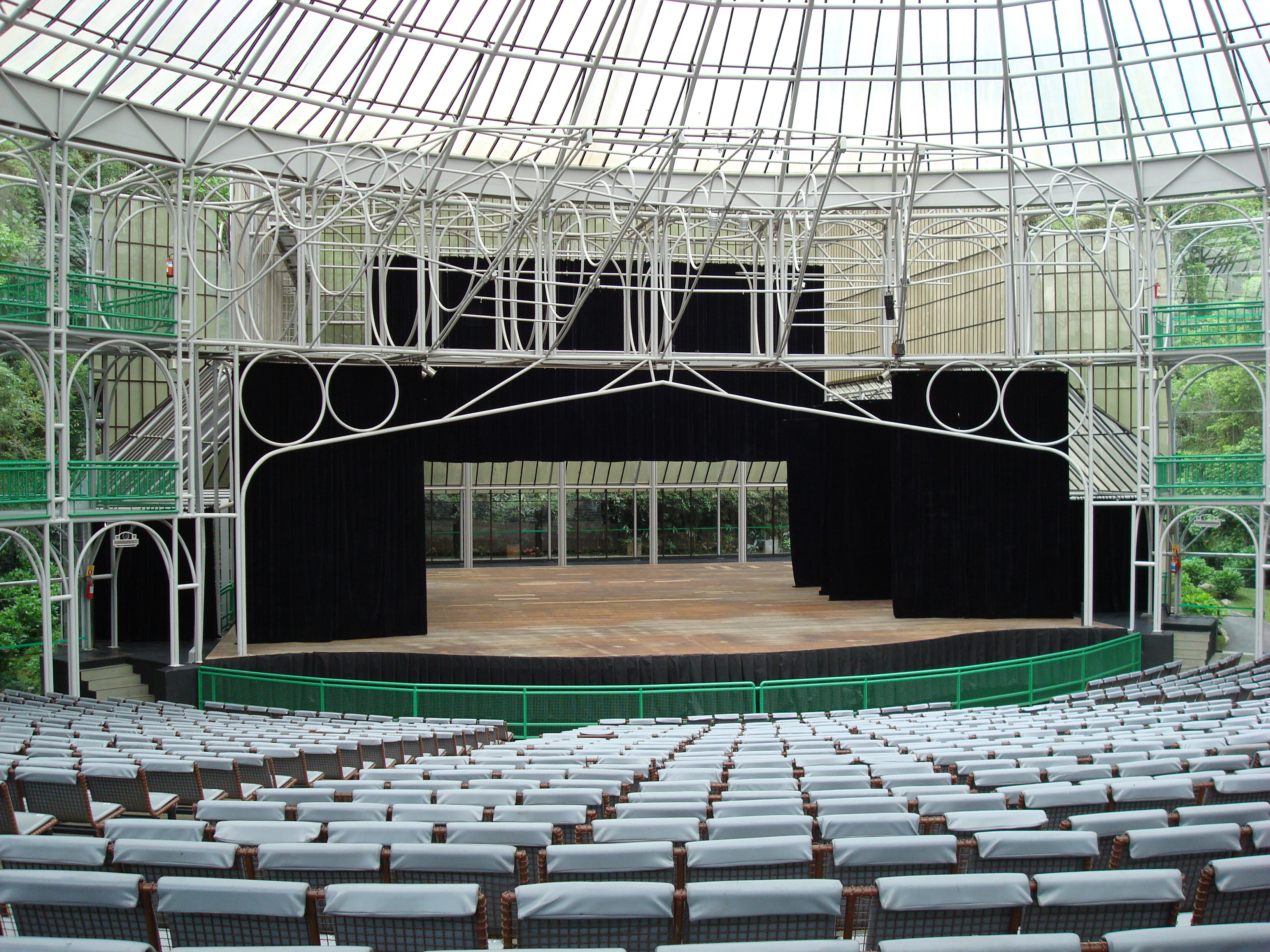
Auditório de la Ópera de Alambre.

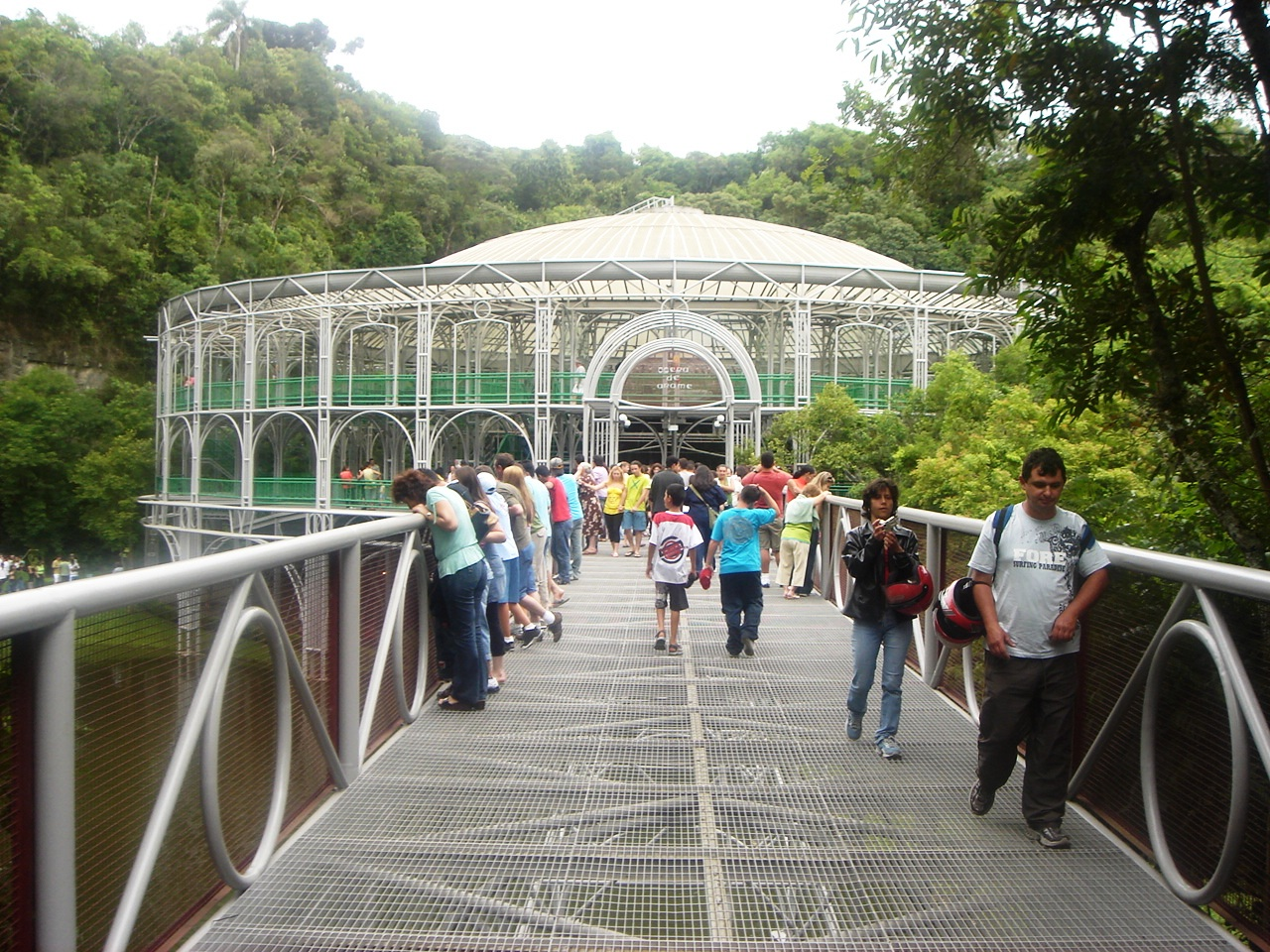
Puente de acceso.

La Ópera de Alambre (en portugués Ópera de Arame) es un teatro brasileño, localizado en Curitiba, capital del estado de Paraná.
El teatro está construido con tubos de acero formando una estructura metálica, cubierta con placas transparentes de policarbonato, lo que inspira la fragilidad de una construcción de alambre. El edificio tiene forma circular, y está construido sobre un lago artificial, de modo que el acceso al teatro es a través de un puente. El proyecto es del arquitecto Domingos Bongestabs, profesor del departamento de Arquitectura y Urbanismo de la Universidad Federal de Paraná.
El teatro fue construido en sólo 75 días, e inaugurado en 1992. En 2006, sufrió una reforma por mantenimiento y mejoras de seguridad.
El auditorio tiene un aforo de 2100 espectadores, aunque después de la reforma de 2006, se ha limitado la entrada a mil personas, para preservar la integridad estructural del edificio. Junto a la Ópera de Alambre se encuentra la Pedrería Pablo Leminski, abierta en 1990. En conjunto, los dos locales constituyen el Parque de las Pedrerías.
- Wikimedia Commons alberga una categoría multimedia sobre Ópera de Alambre.

- Datos: Q2719464
- Multimedia: Ópera de Arame / Q2719464